# Edward Woodward
Edward Woodward (n. 1 iunie 1930, Greater London, Anglia, Regatul Unit – d. 16 noiembrie 2009, Truro, Anglia, Regatul Unit) a fost un actor britanic de film.

## Filmografie

### Film
| An   | Titlu                           | Rol                                | Regizor                  | Note                          |
| ---- | ------------------------------- | ---------------------------------- | ------------------------ | ----------------------------- |
| 1955 | Where There's a Will            | Ralph Stokes                       | Vernon Sewell            |                               |
| 1960 | Inn for Trouble                 |                                    | C.M. Pennington-Richards | nemenționat                   |
| 1964 | Becket                          | Clement                            | Peter Glenville          | nemenționat                   |
| 1969 | The File of the Golden Goose    | Arthur Thompson                    | Sam Wanamaker            |                               |
| 1971 | Incense for the Damned          | Dr. Holstrom                       | Michael Burrowes         |                               |
| 1972 | Sitting Target                  | Inspector Milton                   | Douglas Hickox           |                               |
| 1972 | Young Winston                   | Aylmer Haldane                     | Richard Attenborough     |                               |
| 1972 | Hunted                          | John Drummond                      | Peter Crane              | scurtmetraj                   |
| 1973 | The Wicker Man                  | Sergeant Howie                     | Robin Hardy              |                               |
| 1974 | Callan                          | David Callan                       | Don Sharp                |                               |
| 1975 | Three for All                   | Roadsweeper                        | Martin Campbell          |                               |
| 1977 | Stand Up, Virgin Soldiers       | Sgt. Wellbeloved                   | Norman Cohen             |                               |
| 1980 | Breaker Morant                  | Lt. Harry Harbord "Breaker" Morant | Bruce Beresford          | Cântând la sfârșit pe generic |
| 1981 | The Appointment                 | Ian                                | Lindsey Vickers          |                               |
| 1982 | Who Dares Wins                  | Commander Powell                   | Ian Sharp                |                               |
| 1984 | Champions                       | Josh Gifford                       | John Irvin               |                               |
| 1985 | King David                      | Saul                               | Bruce Beresford          |                               |
| 1990 | Mister Johnson                  | Sargy Gollup                       | Bruce Beresford          |                               |
| 1990 | Soccer Shootout: 1990 World Cup | Narrator                           | Mario Morra              |                               |
| 1992 | Aladdin                         | The Sultan                         | Timothy Forder           | voce                          |
| 1993 | Tân ar y Comin                  |                                    | David Hemmings           |                               |
| 1994 | Deadly Advice                   | Maj. Herbert Armstrong             | Mandie Fletcher          |                               |
| 1997 | The House of Angelo             | Dominic Angelo                     | Jim Goddard              | și producător                 |
| 2000 | Marcie's Dowry                  | Gus Wise                           | David Mackenzie          | scurtmetraj                   |
| 2002 | The Abduction Club              | Lord Fermoy                        | Stefan Schwartz          |                               |
| 2007 | Hot Fuzz                        | Tom Weaver                         | Edgar Wright             |                               |
| 2009 | A Congregation of Ghosts        | Reverend Frederick Densham         | Mark Collicott           | (ultimul rol de film)         |

### Televiziune
| An        | Titlu                                   | Rol                                      | Note                                                               |
| --------- | --------------------------------------- | ---------------------------------------- | ------------------------------------------------------------------ |
| 1956      | A Girl Called Jo                        | John Brooke                              | film TV                                                            |
| 1957      | The Telescope                           | John Mayfield                            | film TV                                                            |
| 1959      | Armchair Theatre                        |                                          | 3.25 "The Fabulous Money Maker"                                    |
| 1959      | World Theatre                           | Titinius                                 | 1.01 "Julius Caesar"                                               |
| 1959      | ITV Television Playhouse                | Joe Murdoch                              | 4.52 "One a Penny, Two a Penny"                                    |
| 1959      | Skyport                                 |                                          | 6 episoade                                                         |
| 1960      | Inside Story                            | Stanislaw Krasinski                      | 1.01 "A Touch of Brimstone"                                        |
| 1960      | The True Mistery of the Passion         | Peter                                    | film TV                                                            |
| 1960      | Armchair Mystery Theatre                | Paul Danek                               | 1.03 "The Case of Paul Danek"                                      |
| 1961      | Emergency-Ward 10                       | Rev. Posset                              | 1.144 "Episode #1.444"                                             |
| 1961      | Adventure Story                         | Peter                                    | 1.01 "The Reef"                                                    |
| 1961      | Magnolia Street                         | John Cooper                              | 6 episoade                                                         |
| 1961      | BBC Sunday-Night Play                   | Superintendent Morland                   | 3.01 "A Clean Kill"                                                |
| 1961      | You Can't Win                           | Paul Hayward                             | 1.01 "Greater Than Fear"                                           |
| 1962      | Sir Francis Drake                       | Spanish Captain                          | 1.23 "Court Intrigue"                                              |
| 1962      | ITV Play of the Week                    | Adolphus Cusins                          | 8.08 "Major Barbara"                                               |
| 1964      | Sergeant Cork                           | Austen Carew                             | 1.16 "The Case of the Ormsby Diamonds"                             |
| 1964      | ITV Play of the Week                    | The Boy's Father                         | 9.26 "I Can Walk Where I Like Can't I?"                            |
| 1964      | The Defenders                           | H.T. Harris                              | 4.05 "Conflict of Interests"                                       |
| 1965      | Mogul                                   | Ron Smith                                | 1.03 "Safety Man"                                                  |
| 1965      | Armchair Mystery Theatre                | Anstey                                   | 3.11 "Wake a Stranger"                                             |
| 1966      | Thirty-Minute Theatre                   | Arthur                                   | 1.33 "Ella"                                                        |
| 1966      | Dixon of Dock Green                     | Bruce Paynter                            | 13.12 "The Accident"                                               |
| 1967      | Theatre 625                             | Guy Crouchback                           | 4.09 "Sword of Honour"                                             |
| 1967      | Armchair Theatre                        | David Callan                             | 7.02 "A Magnum for Schneider"                                      |
| 1967      | Thirty-Minute Theatre                   | Alan                                     | 2.25 "Wanted"                                                      |
| 1967      | The Revenue Men                         | Bill Murray                              | 1.02 "Don't Get Conspicuous"                                       |
| 1967      | The Baron                               | Arkin Morley                             | 1.29 "Countdown"                                                   |
| 1967      | The Saint                               | Jack Liskard                             | 1.15 "The Persistent Patriots"                                     |
| 1967      | Conflict                                | Othello                                  | 2.16 "Othello"                                                     |
| 1967-1972 | Callan                                  | David Callan                             | 43 episoade                                                        |
| 1967      | Trapped                                 | Mark Frazier                             | 2.01 "Trapped: Au Pair Swedish Style"                              |
| 1968      | Mystery and Imagination                 | Reeve                                    | 3.02 "The Listener"                                                |
| 1968      | ITV Playhouse                           | Ed Lt.-Col. Fox-Lennard                  | 1.42 "Entertaining Mr. Sloane" 2 "Premiere: The Night of Talavera" |
| 1968      | Detective                               | Auguste Dupin                            | 2.17 "The Murders in the Rue Morgue"                               |
| 1968      | Sherlock Holmes                         | Mason                                    | 2.13 "Shoscombe Old Place"                                         |
| 1969      | BBC Play of the Month                   | Cassius                                  | 4.08 "Julius Caesar"                                               |
| 1969      | The Bruce Forsyth Show                  |                                          |                                                                    |
| 1969      | Omnibus                                 | F. Scott Fitzgerald                      | 3.09 "F. Scott Fitzgerald: The Dream Divided"                      |
| 1969      | Detective                               | Commissaire Bignon                       | 3.09 "The Poisoners"                                               |
| 1969      | The Root of All Evil?                   | Designi                                  | 2.02 "A Bit of a Holiday"                                          |
| 1971      | Play for Today                          | Frank                                    | 2.3 "Evelyn"                                                       |
| 1971      | BBC Play of the Month                   | Lopakhin                                 | 7.04 "The Cherry Orchard"                                          |
| 1971      | The Edward Woodward Hour                | Host                                     |                                                                    |
| 1973      | Whodunnit?                              | Himself (host)                           | 6 episoade                                                         |
| 1975      | Armchair Cinema                         | Philip Warne                             | 1.04 "When Day Is Done"                                            |
| 1977      | ITV Playhouse                           | George Mangham                           | 9.08 "The Bass Player and the Blonde"                              |
| 1977-1978 | 1990                                    | Jim Kyle                                 | 16 episoade                                                        |
| 1978      | Saturday, Sunday, Monday                | Luigi                                    | film TV                                                            |
| 1978      | The Bass Player and the Blonde          | Mangham                                  | 1.01 "Rondo"                                                       |
| 1980      | ITV Playhouse                           | Ian                                      | 12.07 "A Rod of Iron"                                              |
| 1980      | Nice Work                               | Edwin Thornfield                         | 6 episoade                                                         |
| 1981      | Sunday Night Thriller                   | Alex Logan                               | 1.04 "Blunt Instrument"                                            |
| 1981      | Chronicle                               | Narrator (voice)                         | 1.07 "The Crime of Captain Colthurst"                              |
| 1981      | Wet Job                                 | David Callan                             | film TV                                                            |
| 1981      | Winston Churchill: The Wilderness Years | Sir Samuel Hoare                         | miniserie TV                                                       |
| 1983      | The Spice of Life                       | Narrator (voice)                         | 13 episoade                                                        |
| 1983      | Love Is Forever                         | Derek McBracken                          | film TV                                                            |
| 1984      | Killer Contract                         | Bill Routledge                           | film TV                                                            |
| 1984      | A Christmas Carol                       | Ghost of Christmas Present               | film TV                                                            |
| 1985      | Merlin and the Sword                    | Merlin                                   | film TV                                                            |
| 1985-1989 | The Equalizer                           | Robert McCall                            | 88 episoade                                                        |
| 1987      | Uncle Tom's Cabin                       | Simon Legree                             | film TV                                                            |
| 1988      | Codename: Kyril                         | Michael Royston                          | miniserie TV                                                       |
| 1988      | Memories of Manon                       | Robert McCall                            | film TV                                                            |
| 1988      | Alfred Hitchcock Presents               | Drummond                                 | 3.20 "The Hunted"                                                  |
| 1989      | The Man in the Brown Suit               | Sir Eustace Pedler                       | film TV                                                            |
| 1990      | Hands of a Murderer                     | Sherlock Holmes                          | film TV                                                            |
| 1990-1991 | Over My Dead Body                       | Maxwell Beckett                          | 11 episoade                                                        |
| 1991-1996 | In Suspicious Circumstances             | Storyteller                              | 39 episoade                                                        |
| 1991-1992 | America at Risk                         | Host                                     | Television documentary                                             |
| 1994-1997 | Common As Muck                          | Nev                                      | 12 episoade                                                        |
| 1994      | A Christmas Reunion                     | Colonel Phillips                         | film TV                                                            |
| 1995      | The Shamrock Conspiracy                 | Edward Harrison                          | film TV                                                            |
| 1996      | Gulliver's Travels                      | Drunlo                                   | miniserie TV                                                       |
| 1996      | Harrison: Cry of the City               | Edward "Teddy" Harrison                  | film TV                                                            |
| 1999      | Crusade                                 | Alwyn                                    | 1.02 "The Long Road"                                               |
| 1999      | CI5: The New Professionals              | Harry Malone                             | 13 episoade                                                        |
| 2001      | La Femme Nikita                         | Mr. Jones                                | 4 episoade                                                         |
| 2001      | The Lone Gunmen                         | Peanuts' Speech Synthesizer              | 1.07 "Planet of the Frohikes"                                      |
| 2001      | Dark Realm                              | Captain Kelly                            | 1.11 "Emma's Boy"                                                  |
| 2001      | Messiah                                 | Rev. Stephen Hedges                      | miniserie TV                                                       |
| 2002      | Night Flight                            | Vic Green                                | film TV                                                            |
| 2004      | Murder in Suburbia                      | Reg                                      | 1.06 "Noisy Neighbours"                                            |
| 2005      | Where the Heart Is                      | Jack Bishop                              | 9.09 "So Long"                                                     |
| 2007      | Five Days                               | Victor Marsham                           | miniserie TV                                                       |
| 2007      | First Landing                           | Older Nathaniel Peacock / Narator (voce) | film TV                                                            |
| 2008      | The Bill                                | Johnnie Jackson                          | 24.27 "Sins of the Father"                                         |
| 2009      | EastEnders                              | Tommy Clifford                           | 6 episoade                                                         |

## Legături externe
- Edward Woodward la Internet Movie Database
- The Museum of Broadcast Communications Arhivat în 14 aprilie 2009, la Wayback Machine.
- Daily Mail - 16 noiembrie 2009: "'He was one of the greatest actors of his generation': Edward Woodward dies aged 79"
- The Washington Post - 17 noiembrie 2009: "Edward Woodward: British leading man personified 'the actor's life'"
- Michele Dotrice recalls Edward's appearance on This Is Your Life